# Universitatea Maastricht
Universitatea Maastricht (abreviere: UM) (în neerlandeză Universiteit Maastricht), fondată în 1976, este una dintre cele mai tinere universități din Olanda. UM este clasată în mod constant printre cele mai bune instituții de învățământ universitar din Olanda, iar în ultimii ani a fost inclusă printre cele mai bune 120 de universități din lume.
Revista de specialitate The Times Higher Education a plasat UM pe locul 111 în 2007 (locul 172 în 2006), iar revista germană Wirtschaftswoche a declarat în 2005 Facultatea de Economie și Administrare a Afacerilor a UM ca fiind mai bună ca aceeași facultate, de pe lângă Universitatea Oxford.